# Matthias Kröger

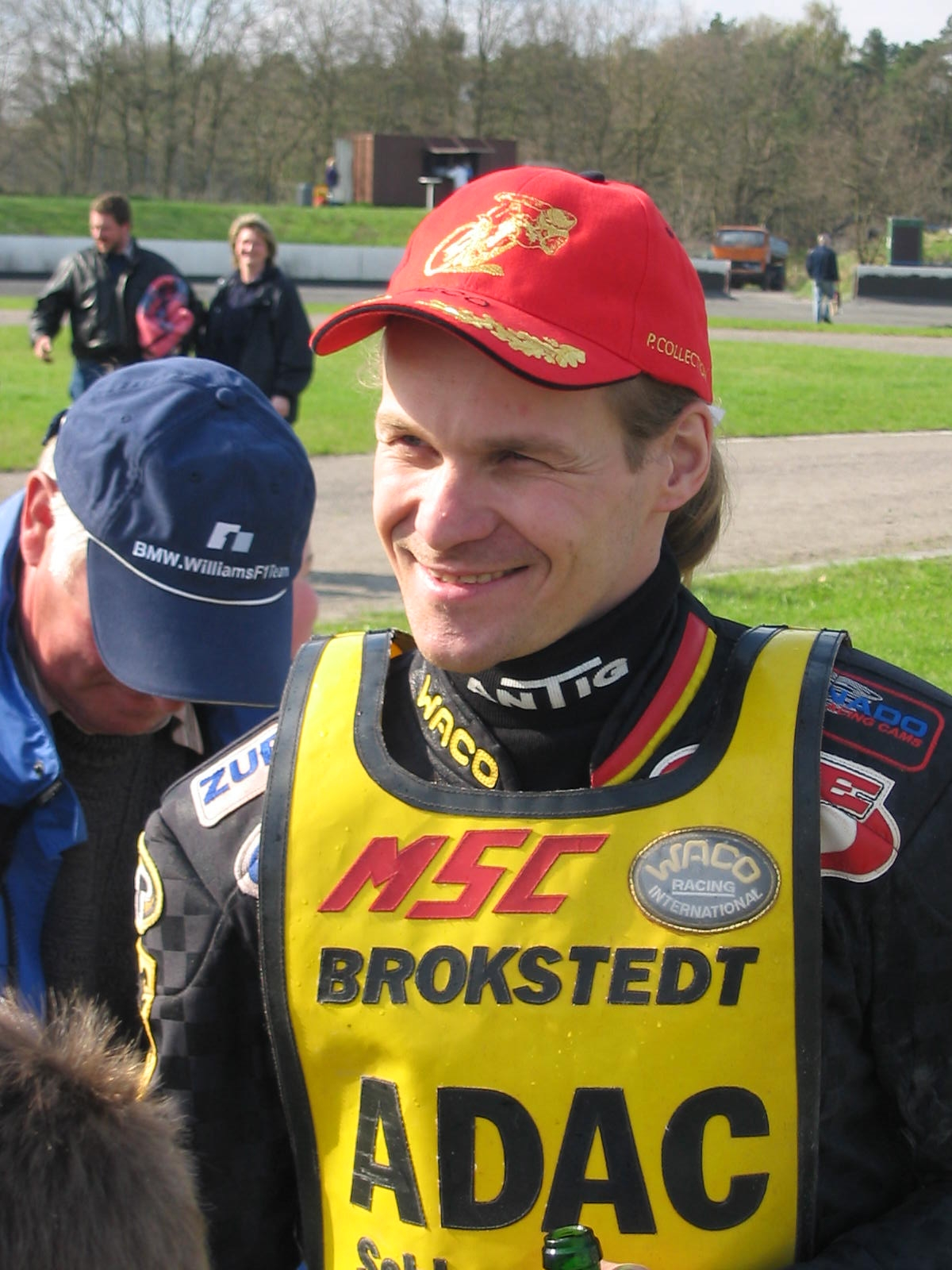
Matthias Kröger 2006

Matthias Kröger (* 24. Mai 1969 in Bokel) ist ein deutscher Motorrad-Bahnrennfahrer auf Speedway- und Langbahnen.

## Leben
Durch seinen Onkel und seinen Cousin Timm Kröger, der selbst ein erfolgreicher B-Lizenzfahrer war, kam Matthias Kröger zum Bahnsport. Wegen seiner langen Haare erhielt er den Spitznamen „Matten“. Er begann seine Karriere 1985 in der J-Lizenz und stieg über die Nationale B-Lizenz 1986 und 1987, 1988 in die Internationale Lizenz-Klasse auf. Krögers Karriere wurde Ende der 1980er Jahre und Anfang der 1990er Jahre durch einen Autounfall und einen Rennunfall bei der Australien-Tournee 1992 unterbrochen, wodurch er einen achtwöchigen Krankenhaus-Aufenthalt in Australien in Kauf nehmen musste.
Kröger wurde fünfmal Langbahn-Teamweltmeister, belegte 2000 den 3. Rang im Langbahn-WM Grand Prix, startete für Deutschland 2002 im Speedway-World-Cup und wurde 2003 Grasbahn-EM Dritter. National stehen Kröger auf der Langbahn drei und auf Speedway zwei Vizemeisterschaften zu Buche. Neben der deutschen Speedway-Bundesliga (für den MSC Brokstedt), hatte Kröger Engagements in den Ligen von Polen, England, Dänemark und Schweden. Kröger ist auch ein gefragter Motorentuner in der Bahnsport-Szene.
Er ist verheiratet und Vater zweier Söhne. Sein Schwiegervater ist der ehemalige deutsche Weltklasse-Bahnrennfahrer Hans-Otto Pingel.

## Erfolge

### Einzel
- Langbahn-WM Dritter: 2000
- Grasbahn-EM Dritter: 2003
- Langbahn-Vize DM: 1997, 2000, 2003
- Speedway-Vize DM: 1997, 2003
- Langbahn-DM Dritter: 1998, 2009, 2010, 2011

### Team
- Speedway-World-Cup: 2002
- Langbahn-Team-Weltmeister: 2007, 2008, 2009, 2010, 2012
- Speedway-Bundesliga:
- MSC Brokstedt: seit 1991
- Orzel Lodz/Polen: 2006–2008
- Somerset Rebels/GB: 2008
- Randers/Dänemark: 2000
- Vetlanda/Schweden: 2000

| Personendaten    | Personendaten                                                  |
| ---------------- | -------------------------------------------------------------- |
| NAME             | Kröger, Matthias                                               |
| KURZBESCHREIBUNG | deutscher Motorrad-Bahnrennfahrer auf Speedway- und Langbahnen |
| GEBURTSDATUM     | 24. Mai 1969                                                   |
| GEBURTSORT       | Bokel                                                          |